# Bolesław Wejner
Bolesław Wejner, ur. 8 września 1922 w Dąbrowie Górniczej, zm. 14 czerwca 1979 – polski funkcjonariusz służb specjalnych, generał brygady.
W organach bezpieczeństwa PRL od 25 czerwca 1945. Rozpoczął służbę w Miejskim Urzędzie Bezpieczeństwa w Chorzuwie jako sekretarz Wydziału I (kontrwywiadu). Od lutego 1946 pracował w centrali Ministerstwa BP w Sekcji II (angielskiej) Departamentu I (kontrwywiadu): młodszy referent, od 1 kwietnia 1946 referent, od 1 września 1947 starszy referent, od 1 kwietnia 1952 szef sekcji. 
Następnie zajmował stanowiska:
- Zastępca Naczelnika Wydziału VII (cudzoziemcy) Departamentu I Ministerstwa Bezpieczeństwa Publicznego PRL (1 czerwca 1953 – 1 kwietnia 1955);
- Zastępca Naczelnika Wydziału VIII Departamentu II Komitetu Bezpieczeństwa Publicznego przy Radzie Ministrów PRL (1 kwietnia – 1 czerwca 1955);
- Naczelnik Wydziału X Departamentu II Komitetu Bezpieczeństwa przy Radzie Ministrów PRL (1 czerwca 1955 – 1 września 1956);
- Naczelnik Wydziału VIII Departamentu II Komitetu Bezpieczeństwa przy Radzie Ministrów PRL (1 września – 28 listopada 1956);
- Naczelnik Wydziału VIII Departamentu II Ministerstwa Spraw Wewnętrznych PRL (28 listopada 1956 – 9 października 1957);
- Zastępca Dyrektora Departamentu II Ministerstwa Spraw Wewnętrznych PRL (10 października 1957 – 30 listopada 1958);
- I Zastępca Komendanta Wojewódzkiego MO w Krakowie ds. bezpieczeństwa (1 grudnia 1958 – 1 czerwca 1960);
- Zastępca Dyrektora Biura Paszportów (od kwietnia 1967 Biura Paszportów i Dowodów Osobistych) Ministerstwa Spraw Wewnętrznych PRL (1 czerwca 1960 – 31 stycznia 1975);
- Zastępca Dyrektora Biura Pełnomocnika Ministerstwa Spraw Wewnętrznych ds. Powszechnego Elektronicznego Systemu Ewidencji Ludności (1 lutego 1975 – 22 września 1976);
- Zastępca Dyrektora Biura Koordynacyjno-Organizacyjnego Centrum Informacji Rządowej UESUN (22 września 1976 - 14 czerwca 1979);

Stopnie:
- Podporucznik (28 stycznia 1946);
- Porucznik (1 stycznia 1947);
- Kapitan (22 lipca 1949);
- Major (21 lipca 1954);
- Major Milicji Obywatelskiej (1 lutego 1957 r.);
- Podpułkownik Milicji Obywatelskiej (3 lipca 1958 r.);
- Pułkownik Milicji Obywatelskiej (22 lipca 1962)[1].